# Ziemia: Ostatnie starcie
Ziemia: Ostatnie Starcie (oryg. Earth: Final Conflict) – serial telewizyjny produkcji kanadyjskiej, stworzony przez Gene’a Roddenberry’ego, twórcę takich seriali jak Star Trek i Andromeda.
Nadawany był w latach 1997-2002 na antenie CTV oraz The New Net (1999-2002). Składa się z 5 sezonów po 22 odcinki każdy. W Polsce miał premierę na antenie kanału TVP2 (wyemitowano dwa sezony). Był nadawany na kanałach RTL 7, AXN oraz AXN SciFi.

## Bohaterowie
| Bohater                 | Aktor              | Sezon I | Sezon II | Sezon III | Sezon IV | Sezon V |
| ----------------------- | ------------------ | ------- | -------- | --------- | -------- | ------- |
| William Boone           | Kevin Kilner       |         |          |           |          |         |
| Liam Kincaid            | Robert Leeshock    |         |          |           |          |         |
| Lili Marquette          | Lisa Howard        |         |          |           |          |         |
| Renee Palmer            | Jayne Heitmeyer    |         |          |           |          |         |
| Ronald Sandoval         | Von Flores         |         |          |           |          |         |
| Marcus "Augur" Deveraux | Richard Chevolleau |         |          |           |          |         |
| Juliet Street           | Melinda Deines     |         |          |           |          |         |
| Da'an                   | Leni Parker        |         |          |           |          |         |
| Zo'or                   | Anita La Selva     |         |          |           |          |         |
| Jonathan Doors          | David Hemblen      |         |          |           |          |         |
| Juda                    | Guylaine St-Onge   |         |          |           |          |         |
| Howlyn                  | Alan Van Sprang    |         |          |           |          |         |

## Fabuła
W niedalekiej przyszłości na Ziemię przybywają Taeloni. Są rasą obcych bardziej zaawansowaną technicznie niż Ziemianie. Nazywani są również Towarzyszami. Dzięki swojej technologii mają pomóc Ziemi pozbyć się jej największych problemów (głodu, chorób, wojen). Akcja serialu zaczyna się w przybliżeniu 3 lata po przybyciu Towarzyszy na Ziemię. Choć twierdzą, że przybyli, by dzielić się z nami swoją wiedzą i technologią, wielu ludzi podejrzewa, że ich intencje wcale nie są takie czyste. Tworzy się ruch oporu, do którego należą William Boone i Lili Marquette - oficjalnie obrońca i pilot Taelonów

## Odcinki
Earth: Final Conflict liczy 5 sezonów po 22 odcinki, co daje łącznie 110 odcinków. Każdy odcinek trwa ok. 41 minut.
| Sezon | Data emisji pierwszego odcinka | Data emisji ostatniego odcinka |
| ----- | ------------------------------ | ------------------------------ |
| 1     | 6 października 1997            | 11 maja 1998                   |
| 2     | 5 października 1998            | 17 maja 1999                   |
| 3     | 4 października 1999            | 15 maja 2000                   |
| 4     | 2 października 2000            | 14 maja 2001                   |
| 5     | 1 października 2001            | 13 maja 2002                   |